# Violent Revolution
Violent Revolution (Revolución Violenta) es el décimo álbum de estudio de la banda de thrash metal alemán Kreator. Este fue lanzado el 25 de septiembre de 2001. Después de casi una década de experimentación musical (a partir del álbum Renewal), con este disco la banda volvió a su estilo de thrash metal de los años 80.

## Lista de canciones
1. "Reconquering the Throne"  – 4:13
2. "The Patriarch" - 0:52
3. "Violent Revolution"  – 4:55
4. "All of the Same Blood (Unity)"   – 6:12
5. "Servant in Heaven - King in Hell"  – 5:10
6. "Second Awakening"  – 4:48
7. "Ghetto War"  – 5:05
8. "Replicas of Life"  – 7:34
9. "Slave Machinery"  – 3:58
10. "Bitter Sweet Revenge"  – 5:25
11. "Mind on Fire"  – 3:57
12. "System Decay"  – 4:33

-Fue lanzado el videoclip de la canción "Violent Revolution"

## Créditos
- Mille Petrozza - Voz y Guitarra
- Sami Yli-Sirniö - Guitarra
- Christian Giesler - Bajo
- Jürgen 'Ventor' Reil - Batería
- Andreas Marshall - ???
- Tommy Newton - ???
- Dirk Schelpmeier - ???
- Andy Sneap - Producción